# Alberto Azzo II de Este
Alberto Azzo II de Este (Módena, Itália, 997 - Módena, Itália, 20 de agosto de 1097) foi Marquês de Este, conde de Milão e Ligúria, Conde de Gavello e Pádua, Rovigo, Lunigiana, Monfelice e Montagrana, sendo assim um dos homens mais poderosos do Sacro Império Romano-Germânico do seu tempo.

## Biografia
Albert Azzo II foi filho Alberto Azzo I e de Waldrade, tendo no ano de 1002 começando a assumir o governo dos territórios de seu pai, tendo como ele e como seus tios sido envolvido em conflitos contra o imperador. 
Depois de ter tomando o comando dos territórios de seu pai, e durante os anos seguintes foi aumentando gradualmente seus territórios. Entre o ano de 1069 e 1070, tentou adquirir o território do Maine para seu filho Hugo V do Maine, uma vez que a sua esposa, Garsenda, era herdeira do conde de Maine. 
Hugo, apesar de ser nomeado conde, não tinha força militar para poder competir com o Duque da Normandia, tendo sido rapidamente afastado desta pretensão.  
Durante a Questão das investiduras ocorrida entre Henrique IV, Sacro Imperador Romano-Germânico e o papa Gregório VII, Alberto Azzo tentou mediar a contenda entre eles desde o início, tentando obter desta situação louros a seu favor, acabando por optar de forma final pelo lado do Papa.
No ano de 1073 fez do Castelo de Este, perto de Pádua, a sua residência, e desde então a sua família começou aos poucos a se chamar da "Casa de Este".

## Relações familiares
foi filho de Alberto Azzo I e de Waldrade. Em 1035, Alberto II casou-se por 3 vezes, a 1ª com Cunigunda Guelfo (c. 1020 - 1055), filha de Guelfo II de Altdorf (? - 10 de março de 1030), conde de Altdorf e de Ermengarde do Luxemburgo, filha de Frederico I do Luxemburgo e de Irmentrude Konradiner de Gleiberg, de quem teve:
1. Fulco Guelfo
2. Guelfo I da Baviera (c. 1100 - 9 de novembro de 1101), casado por duas vezes, a 1ª com Etelinda de Northeim e a segunda com Judite da Flandres (c. 1030 - 5 de março de 1094), filha de Balduíno IV da Flandres[2]" (980 - 30 de maio de 1035)[3][4]

O 2ª casamento, cerca de 1050 a Garsenda do Maine, filha de Herbert I do Maine, conde de Maine, de quem teve:
1. Fulco I de Este, Marquês da Liguria. Foi quem sucedeu seu pai como Conde de Milão (m. 1128),
2. Hugo V do Maine, conde do Maine (m. 1131),

O 3.º casamento foi com Matilda Pallavicini, filha de Guilherme de Pádua, o bispo de Pádua. Eles não tiveram filhos por este casamento. 
Fora do casamento, com Orseolo Vitalia filha de Pedro Orseolo de Hungría, teve uma filha:
1. Itta.